# Iznájar
Iznájar és un municipi espanyol situat en la província de Còrdova, Andalusia. Limita amb la província de Granada a l'est, i amb la província de Màlaga al sud. L'any 2009 tenia 4.740 habitants. L'extensió superficial del municipi és de 136,36 km² i té una densitat de 34,76 hab/km². Està situada a una altitud de 539 metres i a 110 kilòmetres de la capital de província, Còrdova.

## Toponímia
El nom d'Iznájar pot procedir de l'àrab حصن عشر “Ḥiṣn ʿAšar”, que significa 'castell alegre'.

## Geografia
Iznájar es troba a la riba del riu Genil, que forma el pantà d'Iznájar al seu pas pel municipi. La població està repartida entre el poble i diversos llogarrets: Ventorros de Balerma, Las Chozas, La Fuente del Conde, El Adelantado, la Cruz de la Algaida, La Celada, Los Juncares o El Higueral.
La principal activitat econòmica és el cultiu de l'olivera. Destaca un castell d'origen àrab que data del segle viii, anomenat Hisn Ashar.

## Demografia
Evolució demogràfica dels últims deu anys:
| 1996  | 1998  | 1999  | 2000  | 2001  | 2002  | 2003  | 2004  | 2005  |
| ----- | ----- | ----- | ----- | ----- | ----- | ----- | ----- | ----- |
| 5.271 | 5.200 | 5.200 | 5.077 | 4.964 | 4.854 | 4.895 | 4.907 | 4.960 |

## Fills il·lustres
- José Montilla Aguilera, polític i president de la Generalitat de Catalunya (2006-2010).